# Anfahrelement
Ein Anfahrelement ist ein Bauteil, das in mechanischen Antrieben zwischen der Kraft- oder Momentenquelle (typischerweise ein Motor) und dem beim Anfahren zu beschleunigenden Teil (typischerweise Räder) im Momentenfluss sitzt. Das Anfahrelement erlaubt die Übertragung von Drehmoment auch bei unterschiedlichen Drehzahlen.

## Hintergrund
Alle gebräuchlichen Verbrennungskraftmaschinen (VKM) (Otto, Diesel etc.) sind nur begrenzt elastisch; sie können bei sehr kleinen Drehzahlen kein Drehmoment und damit keine Leistung abgeben. Beim Anfahren von Fahrzeugen (oder Maschinen) haben die Räder jedoch die Drehzahl Null. 
Zum Anfahren aus dem Stand müsste die Verbrennungskraftmaschine auf eine entsprechende Mindestdrehzahl beschleunigt und dann plötzlich angekuppelt werden; das Ergebnis wäre eine stoßweise Beanspruchung des Antriebes und entsprechender Verschleiß. Auch extrem untersetzte Schaltgetriebe könnten diesen Effekt zwar abmildern, jedoch nicht eliminieren.

## Anforderung
Ein Anfahrelement muss die Übertragung von Drehmoment auch bei variabler Drehzahldifferenz zwischen An- und Abtrieb ermöglichen. Dazu läuft die VKM bei einer stabilen Drehzahl und gibt die entsprechende Leistung ab, das Anfahrelement überträgt das Drehmoment nur so weit, dass das entgegenwirkende Trägheitsmoment (actio = reactio) weder die VKM aus dem stabilen Drehzahlbereich herunterbremst noch einen inakzeptablen Ruck des Fahrzeuges verursacht.

## Lösung
Physikalisch betrachtet wird die Motorleistung übertragen, der „überschüssige“ Teil der Leistung (der nicht in Beschleunigung umgesetzt werden kann) wird auf einem anderen Leistungspfad abgeleitet. Dies geschieht praktisch immer durch Reibung (Dissipation):
- Mechanisch: Der klassische Fall ist hier die Scheibenkupplung in Kraftfahrzeugen. Zwei rotierende Scheiben (mit An- und Abtrieb verbunden) werden mit variabler Kraft aufeinandergedrückt; die überschüssige Energie wird als mechanische Reibung umgesetzt.
- Hydraulisch (siehe Wandler): Dies geschieht in den meisten Automatikgetrieben. Ein Verdichter treibt einen Ölkreislauf, der wiederum eine Turbine antreibt. Die überschüssige Energie erwärmt durch Flüssigkeitsreibung das Öl.
- Elektrisch: Typischerweise in Diesel-elektrischen Lokomotiven. Der Dieselmotor treibt einen Generator, dieser wiederum die elektrischen Fahrmotoren der Achsen. Beim Anfahren erwärmen sich die elektrischen Komponenten besonders stark.
- Mechanisch-pneumatisch: Flugzeugtriebwerke laufen bei Leerlaufdrehzahl stabil, geben jedoch keine Leistung durch Vortrieb ab; sie erwärmen lediglich die Luft. Erst bei höheren Drehzahlen wird auch mechanische Leistung abgegeben.

Während des Anfahrvorganges wird der dissipierte Teil allmählich abgesenkt, bis irgendwann annähernd die volle Motorleistung auf den Antrieb übertragen wird. Diese Regelung geschieht manuell (z. B. durch den Fahrer über das Kupplungspedal) oder automatisch (durch die Bauart des Antriebselementes oder durch aktive Regelsysteme).

## Auslegung
Bei der Auslegung sämtlicher Anfahrelemente gelten die folgenden Regeln:
- Das übertragene Moment muss die Trägheits- und Reibungsmomente („Losbrechmoment“) zu jedem Zeitpunkt übertreffen, um eine Beschleunigung (eben das Anfahren) zu ermöglichen.
- Das Anfahrelement muss stufenlos oder zumindest so fein gestuft regelbar sein, dass mechanische Belastungen und "Rucke" akzeptabel bleiben.
- Die dissipierte Energie muss so abgeführt werden, dass über die erwartete Lebensdauer keine thermisch bedingte Schädigung eintritt.

## Energiebilanz
Wenn die Reibung völlig eliminiert werden kann (etwa bei einer Scheibenkupplung in vollem Kraftschluss), besitzt das Anfahrelement einen Wirkungsgrad von 100 %; nach dem Anfahren treten also keinerlei Energieverluste mehr auf.
Fluidbasierte Anfahrelemente (typischerweise hydraulisch) bedingen jedoch immer eine gewisse innere Reibung des Fluids und somit thermische Verluste.

### Verlustfreie Anfahrelemente
Theoretisch ist es möglich, die „überschüssige“ Energie beim Anfahren nicht in Reibung zu dissipieren, sondern zu speichern; beispielsweise in einer Torsionsfeder. Durch die begrenzte Kapazität sowie fehlende Variabilität blieben solche Lösungen jedoch seltene Ausnahmen.
Wenn die Antriebsachse dünn und biegsam ist, kann sie Rucke beim Anfahren als Torsionsfeder abfedern. Manche Autos haben in der Antriebsachse ein Pufferelement aus Gummi. Beispiel: der alte Fiat 500.

## Sonstiges
Im Zuge der Entwicklung von Hybridfahrzeugen werden unterschiedliche neue Konzepte für Anfahrelemente verfolgt. Eines davon ist, das Fahrzeug über den elektrischen Antrieb so weit zu beschleunigen, dass die VKM – bei entsprechender Drehzahl – auch ohne Anfahrelement direkt eingekuppelt werden kann.
Elektrische Antriebe benötigen normalerweise kein Anfahrelement, da elektrische Maschinen vergleichsweise elastisch sind und schon bei Drehzahl Null ausreichendes Drehmoment liefern.